# قالی شاهسون

قنوعی گلیم شاهسون در اردبیل

قالی شاه‌سون گونه‌ای قالی ایرانی و از صنایع دستی همین خطه است که امروز و در گذشته تولید می‌شده‌است.